# Naturistenweg Undeloh
Der Naturistenweg Undeloh ist neben dem Harzer Naturistenstieg einer der beiden offiziellen Nacktwanderwege Deutschlands. Er befindet sich in der Lüneburger Heide in der Gemeinde Undeloh. 

## Ursprung
Der Naturistenweg Undeloh ist 2012 entstanden. Die Idee eines Naturistenwanderwegs wurde in Übereinstimmung mit der Gemeinde Undeloh und ihrem Bürgermeister sowie den Eigentümern des Geländes realisiert. Die Gemeinde hat sogar das Entstehen des Naturistenweges gerichtlich durchgesetzt.

## Lage
Der Naturistenweg Undeloh ist ein b-förmiger Wanderweg in einem Naturschutzgebiet. Er führt 10 km durch die Wälder. Der Naturistenweg beginnt und endet bei einem kleinen Parkplatz südwestlich von Wesel. Die meisten Nacktwanderer ziehen sich bereits dort aus und lassen ihre Kleidungen im Auto. Der Weg kann auch nackt mit dem Fahrrad befahren werden.
Da der Weg sich neben anderen Wanderwegen befindet, kann der Naturistenweg auch von bekleideten Wanderer benutzt werden. Die Nacktheit ist aber auf der gesamten Strecke ausdrücklich erlaubt. 
Der Naturistenweg ist seit 2017 mit einem gelben „N“ markiert. Wird dieser Weg verlassen und verlaufen sich die Wanderer außerhalb des Weges, ist wieder Kleidung anzulegen.